# Mandore
Mandore (Hindi मंडोर Mandor) war die alte Hauptstadt des Pratihara-Reiches, welches im Zuge der durch Mahmud von Ghazni (reg. 997–1030) unternommenen islamischen Eroberungszüge im Norden Indiens unterging. Mandore ist heute ein größeres Dorf mit etwa 3.000 Einwohnern.

## Lage
Mandore liegt nur etwa 10 km nördlich von Jodhpur in einer Höhe von ca. 245 m und ist am besten mit Bussen von Jodhpur aus zu erreichen. Es gibt auch einen Bahnhof.

## Geschichte

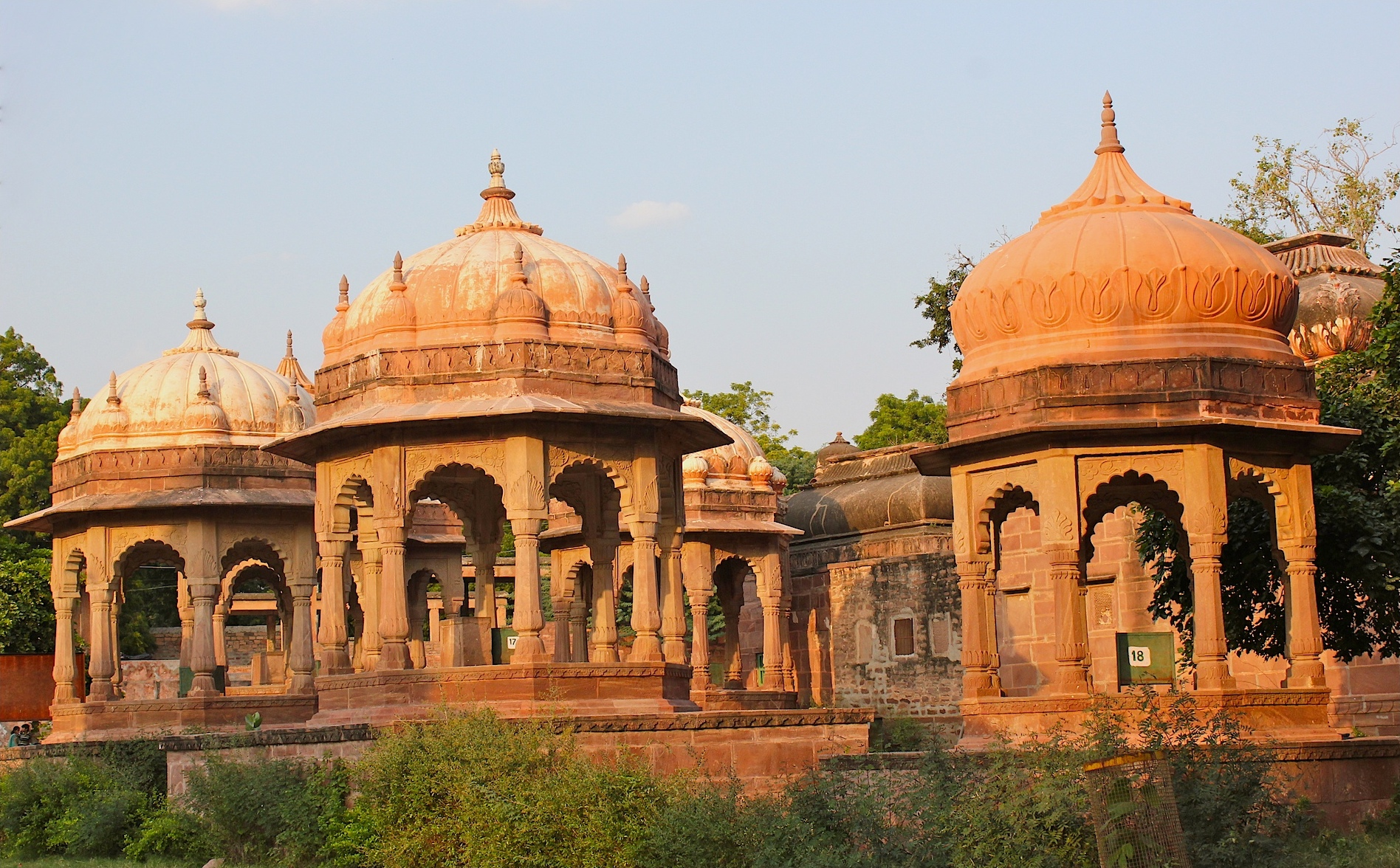
Chhatris

Nach dem Zerfall des Pratihara-Imperiums übernahm im 13. Jahrhundert der Rajputenclan der Rathore die Macht über das Gebiet, welches als Station am alten Karawanenweg von Delhi nach Sindh große wirtschaftliche Bedeutung erlangt hatte. Dieser gründete im 13. Jahrhundert das Fürstentum Marwar, doch verlegte Rao Jodha um das Jahr 1459 dessen Hauptstadt von Mandore nach Jodhpur. In den folgenden Jahrhunderten ließen sich jedoch viele Herrscher der Dynastie nach ihrem Tod in Mandore verbrennen; am Ort der Verbrennung wurde anschließend regelmäßig ein oktogonaler Memorialbau (chhatri) errichtet, der in einigen Fällen ein bengalisches Dach hat. Einige Chhatris ähneln auch Hindu-Tempeln.

## Sehenswürdigkeiten
- Die bedeutendsten Sehenswürdigkeiten von Mandore stammen zumeist aus dem 18. und 19. Jahrhundert und liegen in einer mit Tempeln und Chhatris übersäten Parklandschaft. Entlang einer Felswand befindet sich der sogenannte „Schrein der 330 Millionen Götter“ (oder auch „Halle der Helden“ genannt) mit zahlreichen bemalten Götter- und Heldenfiguren aus Terracotta. Hier spiegelt sich auf engstem Raum das überaus reiche Spektrum der indischen Mythologie.
- Ungefähr 500 m nordwestlich der Stadt befindet sich das Mandore-Fort mit mehreren Tempeln und anderen Bauten.